# Град гријеха (филм)
Град гријеха (енгл. Sin City) је амерички филм из 2005. године, који су режирали, написали сценарио и продуцирали Френк Милер и Роберт Родригез. Филм је урађен по графичким романима Френка Милера: „Посљедње збогом“, „Убиства вриједна“ и „Жуто копиле“.
Филм је имао велики комерцијални и критички успјех. Нарочито је хваљен због јединственог начина снимања; највећи дио филма је црно-бијели, само су одређени објекти у боји.

## Поглавља

### Муштерија је увијек у праву
У стану на крову облакодера је у току велика забава. Жена у црвеној вечерњој хаљини (Марли Шелтон), стоји сама на балкону. Мушкарац (Џош Хартнет), који је наратор, прилази јој и нуди цигару. Након краћег ћаскања, он каже да у њеним очима види луду смиреност некога ко је уморан од јурњаве, али не жели да се суочи са својим проблемима. Каже јој да ће је он спасити и одвести је далеко. Пољубе се, а онда је устријели. Она умире на његовим рукама. Он каже да не зна од кога је она бјежала, али ће уновчити њен чек ујутру.
У коментарима на DVD-ју, Френк Милер објашњава да жртва у овој причи (Муштерија из наслова) заправо изврши самоубиство. Ненаоружана жена се забављала са мафијашем, а када је хтјела да раскине са њим, запријетио јој је да ће је убити на најсуровији начин. Тада је искористила своје везе и унајмила плаћеног убицу (познатог као Продавац) да јој обезбиједи брзу смрт.

### Жуто копиле (дио)
На пристаништу Града гријеха стари полицајац Џон Хартиган (Брус Вилис) покушава да спријечи серијског убицу дјеце, Рорка млађег (Ник Стал), да силује и убије једанаестогодишњу Ненси Калахан (Макензи Вега). Рорк млађи је син моћног сенатора Рорка, који је платио полицији да прикрива његове злочине, укључујући Харигановог партнера Боба (Мајкл Мадсен).
Боб покушава да убиједи Хартигана да оде, а Хартиган га ударцем онесвијести. Хартиган онда провали у складиште, успут онеспособивши два локална криминалца. Рорк млађи је унутра са преплашеном Ненси и два наоружана гангстера који се старају да се Ненси и Рорк „сложе“ прије него што их оставе саме. Хартиган убија гангстере, али Рорк рани Хартигана у раме, зграби Ненси и бјежи према пристаништу.
Хартиган стиже Рорка и рани га га у уво, због чега он испусти Ненси. Неколико пута пуца Рорка у руку и у гениталије („одузима му оба оружја“) након чега га неколико пута Боб (који се освијестио) устрели у леђа. Боб говори Хартигану да се примири, али Хартиган вади резервни пиштољ и тако изазива Боба да га опет устријели. Чује се звук сирена и Хартиган се онесвијести знајући да је Ненси безбједна, правдајући се ријечима:
Старац умире. Дјевојка преживи. Поштена размјена.

### Посљедње збогом
Након ноћи проведене заједно, Марв (Мики Рорк), се буди и види да је Голди (Џејми Кинг) убијена. Полиција стиже и оптужује њега за убиство. Он бјежи обећавајући да ће осветити Голдину смрт. Иде код Лусил (Карла Гуџино), лезбејке која је његов надзорник условне казне. Она зашије његове ране и безуспјешно покушава да га наговори да одустане. У потрази за информацијама, Марв иде у бар „Код Кадија“, гдје испита и убије двојицу плаћених убица послатих да њега убију. Марв испитује разне доушнике и открива корумпираног свјештеника (Френк Милер), који му открива да је члан Рорк породице иза Голдиног убиства. Марв убија свјештеника, а онда га напада дјевојка која веома личи на Голди. Марв се сјети да дуго није узео лијек и закључује да је то била само халуцинација.
Марв стиже на породичну фарму породице Рорк гдје га савлада тихи убица који је убио Голди а да њега није ни пробудио. Буди се у подруму са главама убициних жртава и Лусил, која је заробљена и присиљена да гледа убицу како једе њену руку. Открива Марву да је убица канибал, и да се зове Кевин (Елајџа Вуд). Они бјеже али Лусил одлучи да се преда полицији који је упуцају. Бијесан, све их убија, откривајући да је кардинал Патрик Хенри Рорк (Рутгер Хауер) наручио Голдино убиство.
Марв одлази у Стари град, дио Града гријеха са много бордела, тражећи потврду идентитета убице. Заробљен је и дозвољава дјевојци која личи на Голди (то је њена сестра близнакиња Венди) да га побиједи, да би је убиједио да није он убио Голди. Венди и Марв се наоружају и враћају се на фарму. Марв раскомада и убије Вендија. Главу носи кардиналу Рорку који признаје његов удио у убиствима: Кевин је почео да убија проститутке и храни се њиховим душама и кардинал се придружио; када је Голди почела да истражује Рорк је морао да је убије. Марв убија кардинала али га упуцају његови стражари.
Марва воде у болницу, што он назива траћењем времена, знајући да ће свакако бити убијен. Полиција покушава да извуче признање из њега, што га само забавља. На крају полиција пријети да ће убити његову мајку ако не буде сарађивао. Признаје да је убио не само Кевина и Рорка већ и све њихове жртве, и осуђен је на смрт. У ћелији га посјећује Венди, која му захваљује што је осветио њену сестру и проводи ноћ са њим, дозвољавајући му да је назива Голди. Марв је убијен наредног дана електрошоком.

### Убиства вриједна
Шели (Бритни Мерфи), шанкерицу из бара „Код Кадија“ малтретира њен бивши момак Џеки Бој (Бенисио дел Торо). Њен садашњи момак, Двајт (Клајв Овен) се гади од свог простачког ривала. Двајт забије главу Џеки Боја у вц-шољу са урином, упозоравајући га да остави Шели на миру. Џеки бој бјежи са својим пријатељима. Одлази у Стари град да настави да ствара проблеме. Двајт их прати и види да узнемиравају младу проститутку Беки (Алексис Блајдел). Једна од главних проститутки и Двајтова љубавница, Гејл (Росарио Досон), такође посматра.
Када Џеки Бој запријети Беки пиштољем, експерт у борилачким вјештинама, Михо (Девон Аоки), скаче доље, откида руку Џеки Боја и убија његове пријатеље. Постаје очигледно да Џеки бој неће брзо умријети, и Двајт замоли Михо да га брзо докрајчи. Док скупљају новац убијених, проститутке схватају да је Џеки Бој заправо добро познат поручник у полицији - Џек Раферти. Ако буду откривене околности у којима је умро, примирје између полиције и проститутки ће бити завршено, и рат против Старог града биће неизбјежан.
Двајт одлучује да однесе тијело у јаму са катраном у близини, док се истраумирана Беки враћа кући. На путу Двајт халуцинира да разговара са лешом Џеки Боја, који га изазива јер га прати полицајац. Двајт успијева да се извуче из ситуације, и стиже до јаме, гдје га упуцају ирски плаћеници. У међувремену, шеф плаћеника, Манут (Мајкл Кларк Данкан), стиже у Стари град и киднапује Гејл, објашњавајући да им је доушник открио све, и да њихов људи њиховог шефа долазе Валенквиста долазе да нападну Стари град.
Двајт преживљава метак плаћеника, који је погодио значку Џеки Боја. Он убија неколико плаћеника, али га гранада одбаци у јаму. Скоро се утопио, али Михо стиже на вријеме да га спаси. Остали плаћеници одлазе са одрубљеном главом Џеки Боја. Двајт и Михо убијају обојицу плаћеника и узимају главу Џеки Боја назад. Враћају се у Стари град.
Док је Гејл мучена, открива да је Беки издајица, и да је обавијестила плаћенике због страха и похлепе. Манут добија поруку од Двајта преко стијеле коју је одаслала Михо. Двајт нуди главу Џеки Боја у замјену за Гејл. Налазе се у уличици, гдје је размјена обављена, иако плаћеници планирају да их свакако убију. Изненада, Двајт активира бомбу коју је поставио у главу Џеки Боја, у потпуности уништавајући сваки доказ. Остале проститутке Старог града се откривају на крововима зграда и пуцају плаћенике. Рањена Беки, која се налази усред пуцњаве, бјежи, док се Двајт и Гејл страсно пољубе.

### Жуто копиле (дио)
Хартиган се опоравља у болници. Сенатор Рорк га обавјештава да је Рорк млађи у коми и да су планови за насљедника Рорка у озбиљној опасности. Сенатор Рорк открива да ће Хартиган бити оптужен за злочине Рорка млађег. А ако Хартиган некоме каже истину, он ће умријети. Захвална Ненси долази да му се захвали, обећавајући да ће му писати писма сваке недјеље док је у затвору.
Хартиган одлази у затвор, знајући да је то једини начин да заштити своју супругу и Ненси, иако одбија да званично призна злочине. Сваке недјеље добија писма од Ненси, како је и обећала. Али послије осам година писма престају. Хартигану умјесто тога стже откинут прст. Схватајући да је Ненси можда киднапована, Хартиган признаје све, знајући а ће добити условну казну. Поново се састаје са својим старим партнером, Бобом, који се покајао због својих дјела. Боб каже Хартигану да се његова жена преудала. Несвјестан да га прати деформисани човјек жуте коже, Хартиган тражи Ненси и налази је у бару „Код Кадија“, гдје је она постала 19-годишња стриптизета (Џесика Алба).
Схватајући да је откинути прст лажан, и да је то била намјештаљка да одведе жутог човјека до Ненси, он покушава да оде непримијећен. Међутим, Ненси му скаче у загрљај и страсно га љуби. Пошто их је жути човјек примијетио, они бјеже у Ненсином ауту. Жути човјек их прати и Хартиган га упуца у врат. Хартиган са враћа да потврди убиство, али се жути човјек сакрио у гепеку Ненсиног аута. У хотелу, Ненси открива да је заљубљена у Хартигана и покушава да га заведе. Хартиган подсјећа себе да је довољно стар да буде Ненсин отац. Деформисани човјек се враћа и поново напада, откривајући да је он Рорк млађи, а Хартиган му се сада обраћа као Жутом копилету.
Унакажен годинама операције да би дијелови тијела који му недостају били обновљени, Жуто копиле објеси Хартигана и оставља га тако. Ненси је одведена на фарму породице Рорк да буде силована и убијена. Хартиган успијева да побјегне и прати Жуто копиле на фарму, гдје он бичује Ненси и спрема се да је нападне својим ножем. Хартиган убија чуваре. Затим сатјера Жуто копиле у ћошак и претвара се да има инфаркт. Жуто копиле се превари и пусти Ненси, дајући тако шансу Хартигану да му забије нож у стомак и кастрира га опет (овај пут сопственим рукама), и убије га батинама.
Хартиган говори Ненси о свом плану да разоткрије корумпираног сенатора Рорка и коначно уништи организовани криминал у Граду гријеха. Пољубе се. Знајући да сенатор Рорк никада неће престати да трага за њима, Хартиган се убија, да би обезбиједио Ненсину сигурност једном и заувијек. Правда се ријечима:
Старац умире. Дјевојка преживи. Поштена размјена.

### Епилог
Рањена Беки, која је преживјела унакрсну ватру, одлази из болнице, причајући са мајком мобилним телефоном. У лифту је Продавац са почетка филма. Нуди Беки цигару, наговјештавајући да ће да је убије. Онда мисли у себи: „Скрени иза ћошка у Граду гријеха и можеш наћи било шта... било шта.“

## Главне улоге

### Муштерија је увијек у праву
- Џош Хартнет – Продавац
- Марли Шелтон – Муштерија

### Посљедње збогом
- Мики Рорк – Марв
- Џејм Кинг – Голди/Венди
- Карла Гуџино – Лусил
- Елајџа Вуд – Кевин
- Рутгер Хауер – кардинал Патрик Хенри Рорк
- Џејсон Даглас – убица
- Френк Милер – свештеник
- Џесика Алба – Ненси Калахан

### Убиства вриједна
- Клајв Овен – Двајт Макарти
- Бенисио дел Торо – Поручник Џек Раферти, Џеки Бој
- Росарио Досон – Гејл
- Мајкл Кларк Данкан – Манут
- Алексис Блејдел – Беки
- Девон Аоки – Михо
- Бритни Мерфи – Шели
- Патрисија Вон – Далас
- Ники Кет – Стука

### Жуто копиле
- Брус Вилис – Џон Хартиган
- Џесика Алба – Ненси Калахан
- Ник Стал – Рорк млађи/Жуто копиле
- Пауерс Бут – Сенатор Рорк
- Мајкл Мадсен – Боб
- Макензи Вега – десетогодишња Ненси Калахан
- Мики Рорк – Марв
- Елајџа Вуд – Кевин
- Карла Гуџино – Лусил

## Пријем

### Зарада
Филм је зарадио 29,1 милиона долара свог првога викенда приказивања. Наредног викенда је доживио велики пад посјећености, скоро 50%. Филм је у Сјеверној Америци зарадио 74,1 милиона долара, наспрам 40 милиона трошкова продукције и снимања. У остатку свијета је зарадио 84,6 милиона долара, па је укупна зарада филма 158,7 милиона долара.

### Награде
Мики Рорк је за своју улогу освојио награде Академија научне фантастике, фантастике и хорор филмова, Online Film Critics Society, Удружења филмских критичара Чикага, и Ирских награда за филм и телевизију. Филм је био номинован за Златну палму на Канском фестивалу 2005, а Родригез је освојио техничку награду за визуелно обликовање филма.